# Valentin Nikolaev
Valentin Aleksandrovič Nikolaev (in russo Валентин Александрович Николаев?; Erosovo, 16 agosto 1921 – Mosca, 9 ottobre 2009) è stato un allenatore di calcio e calciatore sovietico dal 1991 russo, di ruolo attaccante.

## Palmarès

### Club
- Vysšaja Liga: 5

CDSA Mosca: 1946, 1947, 1948, 1950, 1951
- Kubok SSSR: 3

CDSA Mosca: 1945, 1948, 1951

### Individuale
- Capocannoniere della Vysšaja Liga: 1

1947 (14 gol)

## Statistiche

### Cronologia presenze e reti in Nazionale
| Cronologia completa delle presenze e delle reti in nazionale ― [[Nazionale maschile di calcio dell' Unione Sovietica\| Unione Sovietica]] | Cronologia completa delle presenze e delle reti in nazionale ― [[Nazionale maschile di calcio dell' Unione Sovietica\| Unione Sovietica]] | Cronologia completa delle presenze e delle reti in nazionale ― [[Nazionale maschile di calcio dell' Unione Sovietica\| Unione Sovietica]]                                                      | Cronologia completa delle presenze e delle reti in nazionale ― [[Nazionale maschile di calcio dell' Unione Sovietica\| Unione Sovietica]] | Cronologia completa delle presenze e delle reti in nazionale ― [[Nazionale maschile di calcio dell' Unione Sovietica\| Unione Sovietica]] | Cronologia completa delle presenze e delle reti in nazionale ― [[Nazionale maschile di calcio dell' Unione Sovietica\| Unione Sovietica]] | Cronologia completa delle presenze e delle reti in nazionale ― [[Nazionale maschile di calcio dell' Unione Sovietica\| Unione Sovietica]] | Cronologia completa delle presenze e delle reti in nazionale ― [[Nazionale maschile di calcio dell' Unione Sovietica\| Unione Sovietica]] |
| Data | Città | In casa | Risultato | Ospiti | Competizione | Reti | Note |
| --- | --- | --- | --- | --- | --- | --- | --- |
| 20/07/1952 | Tampere | [[Nazionale maschile di calcio dell' Unione Sovietica\| Unione Sovietica]] [[File: Flag of the Soviet Union (1936 – 1955).svg\|class=noviewer\| Unione Sovietica (bandiera)\|border\|20x16px]] | 5 – 5 | Jugoslavia | Olimpiadi 1952 | - | |
| 22/07/1952 | Tampere | [[Nazionale maschile di calcio dell' Unione Sovietica\| Unione Sovietica]] [[File: Flag of the Soviet Union (1936 – 1955).svg\|class=noviewer\| Unione Sovietica (bandiera)\|border\|20x16px]] | 1 – 3 | Jugoslavia | Olimpiadi 1952 | - | |
| Totale | | Presenze | 2 | | Reti | 0 | |